# Manfred Borelli Vranski
Manfred Borelli Vranski, italsky též Manfredo conte Borelli di Vrana, v německých pramenech de Wrana (2. srpna 1836 Sveti Filip i Jakov – 20. ledna 1914 Zadar), byl rakouský šlechtic a politik chorvatské národnosti z Dalmácie, v 2. polovině 19. století poslanec Říšské rady.

## Biografie
Studoval práva na Padovské univerzitě. Pak se zapojil do veřejného a politického života v Dalmácii. Patřil mezi zakladatele zemědělské společnosti pro Zadar a okolí roku 1871 a zadarského vinařského družstva roku 1872. V letech 1886–1895 byl předsedou Zemské hospodářského společnosti pro Dalmácii. V roce 1902 se podílel na vzniku vyšší dívčí školy sv. Dimitrije. Díky jeho příspěvku byla založena chorvatská národní národní knihovna. V roce 1906 byl aktivní při zakládání chorvatského akademického klubu. Patřil mezi hlavní postavy chorvatského národního hnutí v Dalmácii. V letech 1876–1883 zasedal na Dalmatském zemském sněmu, kde zastupoval Národní stranu.
Působil také jako poslanec Říšské rady (celostátního parlamentu Předlitavska), kam usedl ve volbách roku 1879 za kurii nejvýše zdaněných v Dalmácii. Mandát obhájil ve volbách roku 1885. Slib složil 23. února 1886. Rezignace na mandát byla oznámena na schůzi 10. února 1888. Nahradil ho pak Alois von Lapenna. Ve volebním období 1879–1885 se uvádí jako Manfred Borelli Conte de Wrana, statkář, bytem Zadar. Po volbách roku 1879 se uvádí jako člen konzervativního a federalistického Hohenwartova klubu.
Později zasedal v Panské sněmovně (nevolená horní komora Říšské rady).
Zemřel po krátké nemoci v lednu 1914. Svůj dům v hodnotě 100 000 K odkázal chorvatským spolkům v Zadaru.